# Campeonatos rioplatenses de fútbol

Campeonatos rioplatenses internacionales de fútbol

Los campeonatos rioplatenses de fútbol, conocidos popularmente como copas rioplatenses o copas AFA-AUF, fueron competiciones internacionales de fútbol organizadas conjuntamente por la Asociación del Fútbol Argentino (AFA) y la Asociación Uruguaya de Fútbol (AUF) y sus predecesoras, con constancia en sus registros oficiales.
Estos torneos fueron previos a que la Conmebol organizara competencias internacionales entre clubes, por lo que no integran la nómina de las competiciones organizadas por dicha confederación. No obstante, en su libro del quincuagésimo aniversario de la Copa Libertadores de América, la Conmebol los cita, entre otros antecedentes, como las primeras competencias internacionales entre clubes a nivel oficial jugadas en Sudamérica.
Según la actual definición de FIFA, se trata de competencias internacionales puesto que define «partido internacional» como «partido entre dos equipos pertenecientes a asociaciones de países distintos (dos clubes, un club y un equipo representativo o dos equipos representativos)».

## Cup Tie Competition

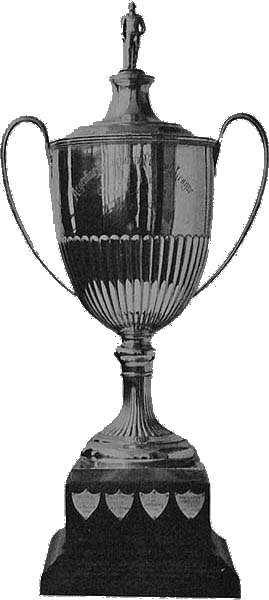
Trofeo Cup Tie Competition donado por Francis Hepburn Chevallier Boutell, presidente de la Liga Argentina de Fútbol, en 1900.

La Cup Tie Competition fue la primera de estas competencias, de la cual se jugaron veinte ediciones entre 1900 y 1919.
En sus primeras siete ediciones, fue un torneo organizado por las entidades antecesoras de la Asociación del Fútbol Argentino, con clubes invitados de Rosario y el Uruguay, por lo que son reconocidas como copas nacionales argentinas, y no como un campeonato rioplatense sensu lato. A partir de 1904, en Uruguay se empezó a organizar su propia Copa de Competencia, donde el ganador accedía a las semifinales de la Cup Tie.
A partir de 1907 hubo un cambio en el mismo, y la Cup Tie Competition pasó a enfrentar al campeón de la fase argentina (Copa de Competencia Jockey Club) contra el campeón de la fase uruguaya (Copa de Competencia Uruguay), siendo una final de campeones a partido único en Buenos Aires. 

### Primera etapa
Desde 2013, la Asociación del Fútbol Argentino reconoce, como una Copa de Competencia Primera División, a las ediciones que se disputaron entre 1900 y 1906. Las semifinales estaban integradas por dos equipos de la liga argentina, uno de la liga rosarina y uno de la asociación uruguaya.

#### Ediciones
| Año  | Ganador                     | Resultado(s) | Finalista                   |
| ---- | --------------------------- | ------------ | --------------------------- |
| 1900 | Belgrano Athletic Argentina | 2:0          | Rosario Athletic Argentina  |
| 1901 | Alumni Argentina            | 2:1          | Rosario Athletic Argentina  |
| 1902 | Rosario Athletic Argentina  | 1:1 2:1      | Alumni Argentina            |
| 1903 | Alumni Argentina            | 3:2          | Rosario Athletic Argentina  |
| 1904 | Rosario Athletic Argentina  | 3:2          | CURCC (Peñarol) · Uruguay   |
| 1905 | Rosario Athletic Argentina  | 4:3          | CURCC (Peñarol) · Uruguay   |
| 1906 | Alumni Argentina            | 10:1         | Belgrano Athletic Argentina |

#### Palmarés
| Equipo            | Títulos | Subcampeonatos | Años Campeón      |
| ----------------- | ------- | -------------- | ----------------- |
| Rosario Athletic  | 3       | 3              | 1902, 1904, 1905. |
| Alumni            | 3       | 1              | 1901, 1903, 1906. |
| Belgrano Athletic | 1       | 1              | 1900.             |

### Segunda etapa
Entre 1907 y 1919, enfrentó al campeón argentino de la Copa de Competencia Jockey Club, contra el campeón uruguayo de la Copa Competencia, pasando a ser una supercopa rioplatense.

#### Ediciones
| Año  | Campeón                        | Resultado      | Subcampeón                     |
| ---- | ------------------------------ | -------------- | ------------------------------ |
| 1907 | Alumni Argentina               | 3:1            | CURCC (Peñarol) · Uruguay      |
| 1908 | Alumni Argentina               | 4:0            | Montevideo Wanderers · Uruguay |
| 1909 | Alumni Argentina               | 4:0            | CURCC (Peñarol) · Uruguay      |
| 1910 | No se definió.                 | No se definió. | No se definió.                 |
| 1911 | Montevideo Wanderers · Uruguay | 2:0            | San Isidro Argentina           |
| 1912 | San Isidro Argentina           | 1:0            | Nacional · Uruguay             |
| 1913 | Nacional · Uruguay             | 1:0            | San Isidro Argentina           |
| 1914 | River Plate Argentina          | 1:0            | Bristol · Uruguay              |
| 1915 | Nacional · Uruguay             | 2:0            | Porteño Argentina              |
| 1916 | Peñarol · Uruguay              | 3:0            | Rosario Central Argentina      |
| 1917 | Montevideo Wanderers · Uruguay | 4:0            | Independiente Argentina        |
| 1918 | Montevideo Wanderers · Uruguay | 2:1            | Porteño Argentina              |
| 1919 | Boca Juniors Argentina         | 2:0            | Nacional · Uruguay             |

#### Palmarés
| Equipo               | Títulos | Subcampeonatos | Años Campeón      |
| -------------------- | ------- | -------------- | ----------------- |
| Alumni               | 3       | 1              | 1907, 1908, 1909. |
| Montevideo Wanderers | 3       | 1              | 1911, 1917, 1918. |
| Nacional             | 2       | 2              | 1913, 1915.       |
| Peñarol              | 1       | 4              | 1916.             |
| San Isidro           | 1       | 2              | 1912.             |
| River Plate          | 1       | 0              | 1914.             |
| Boca Juniors         | 1       | 0              | 1919.             |

## Copa de Honor Cusenier

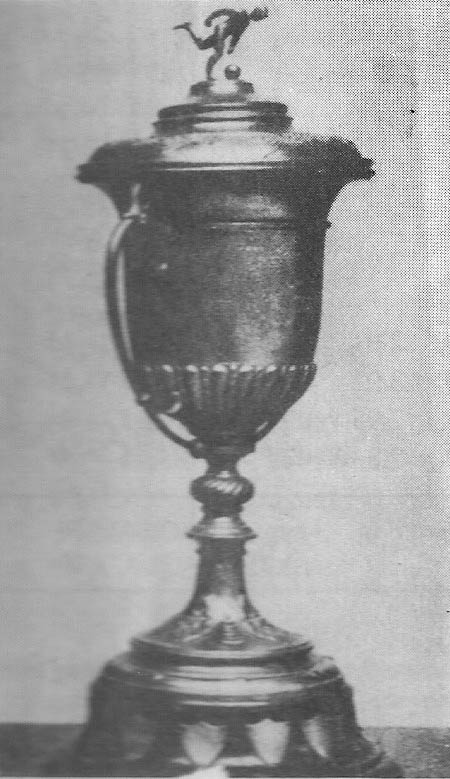
Trofeo de la Copa de Honor Cousenier. El trofeo fue donado por E. Cusenier Fils Auné & Cie., una empresa francesa de licores que había instalado una fábrica en Buenos Aires en la década de 1890.

La Copa de Honor Cusenier, jugada casi simultáneamente a la anterior, entre 1905 y 1920, enfrentaba, a su vez, a los campeones de la Copa de Honor de cada asociación. Mientras la Cup Tie Competition se definía siempre en Buenos Aires, la Copa de Honor lo hacía en Montevideo.

#### Ediciones
| Año  | Ganador                              | Resultado(s)                         | Finalista                            |
| ---- | ------------------------------------ | ------------------------------------ | ------------------------------------ |
| 1905 | Nacional · Uruguay                   | 3:2                                  | Alumni Argentina                     |
| 1906 | Alumni Argentina                     | 2:2 3:1                              | Nacional · Uruguay                   |
| 1907 | Belgrano Athletic Argentina          | 2:1                                  | CURCC (Peñarol) · Uruguay            |
| 1908 | Montevideo Wanderers · Uruguay       | 2:0                                  | Quilmes Argentina                    |
| 1909 | CURCC (Peñarol) · Uruguay            | 4:2                                  | San Isidro Argentina                 |
| 1910 | No se disputó                        | No se disputó                        | No se disputó                        |
| 1911 | CURCC (Peñarol) · Uruguay            | 2:0                                  | Newell's Old Boys Argentina          |
| 1912 | River Plate F.C. · Uruguay           | 2:1                                  | Racing Club Argentina                |
| 1913 | Racing Club Argentina                | 1:1 3:2                              | Nacional · Uruguay                   |
| 1914 | Disputada sólo por equipos uruguayos | Disputada sólo por equipos uruguayos | Disputada sólo por equipos uruguayos |
| 1915 | Nacional · Uruguay                   | 2:0                                  | Racing Club Argentina                |
| 1916 | Nacional · Uruguay                   | 6:1                                  | Rosario Central Argentina            |
| 1917 | Nacional · Uruguay                   | 3:1                                  | Racing Club Argentina                |
| 1918 | Peñarol · Uruguay                    | 4:0                                  | Independiente Argentina              |
| 1920 | Boca Juniors Argentina               | 2:0                                  | Universal · Uruguay                  |

#### Palmarés
| Equipo               | Títulos | Subcampeonatos | Años Campeón            |
| -------------------- | ------- | -------------- | ----------------------- |
| Nacional             | 4       | 2              | 1905, 1915, 1916, 1917. |
| Peñarol/CURCC        | 3       | 1              | 1909, 1911, 1918.       |
| Racing Club          | 1       | 3              | 1913.                   |
| Alumni               | 1       | 1              | 1906.                   |
| Belgrano Athletic    | 1       | 0              | 1907.                   |
| Montevideo Wanderers | 1       | 0              | 1908.                   |
| River Plate F. C.    | 1       | 0              | 1912.                   |
| Boca Juniors         | 1       | 0              | 1920.                   |

## Copa Aldao

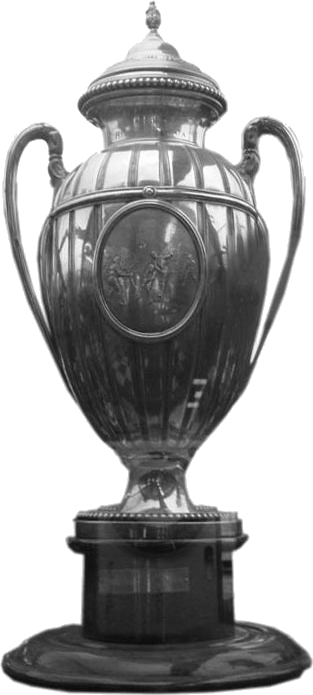
Trofeo de la Copa Aldao. Fue donado por el Dr. Ricardo C. Aldao, presidente de la Federación Argentina de Football entre 1912 y 1914, y de la Asociación Argentina de Football, en 1918 y 1919.

La Copa Aldao se jugó entre 1916 y 1957 enfrentando a los campeones de la máxima categoría de cada país, razón por la que se le puede considerar la competencia de mayor prestigio entre las copas rioplatenses.

### Ediciones definidas
Se realiza una distinción entre ediciones definidas y sin definir, porque en algunos casos, por problemas de calendario o diferencias deportivas, el equipo que obtenía un resultado que no fuese favorable en el primer encuentro, no participaba del segundo partido estipulado por el reglamento. Los torneos quedaban desiertos y, aunque la organización binacional de la copa no se pronunció en ese momento, sí lo hacían las federaciones o los propios equipos implicados (como, por ejemplo, Nacional en 1957, equipo que solo disputó el primer partido y reconoció a River Plate como legítimo campeón). Son títulos que carecen de validez oficial aunque los clubes implicados las contabilizan en su respectivo palmarés (por más información, ver la página principal del torneo).
| Año  | Ganador                 | Resultado(s) | Finalista                | Sede(s)                                                           |
| ---- | ----------------------- | ------------ | ------------------------ | ----------------------------------------------------------------- |
| 1916 | Nacional · Uruguay      | 2:1          | Racing Club Argentina    | Buenos Aires                                                      |
| 1917 | Racing Club Argentina   | 2:2 2:1      | Nacional · Uruguay       | Montevideo Buenos Aires                                           |
| 1918 | Racing Club Argentina   | 2:1          | Peñarol · Uruguay        | Buenos Aires                                                      |
| 1919 | Nacional · Uruguay      | 3:0          | Boca Juniors Argentina   | Montevideo                                                        |
| 1920 | Nacional · Uruguay      | 2:1          | Boca Juniors Argentina   | Buenos Aires                                                      |
| 1927 | San Lorenzo Argentina   | 1:0          | Rampla Juniors · Uruguay | Montevideo                                                        |
| 1928 | Peñarol · Uruguay       | 3:0          | Huracán Argentina        | Estadio River Plate, Buenos Aires                                 |
| 1936 | River Plate Argentina   | 5:1          | Peñarol · Uruguay        | Estadio Centenario, Montevideo                                    |
| 1937 | River Plate Argentina   | 5:2          | Peñarol · Uruguay        | Estadio El Gasómetro, Buenos Aires                                |
| 1938 | Independiente Argentina | 3:1          | Peñarol · Uruguay        | Estadio Centenario, Montevideo                                    |
| 1939 | Independiente Argentina | 5:0          | Nacional · Uruguay       | Estadio El Gasómetro, Buenos Aires                                |
| 1941 | River Plate Argentina   | 6:1 1:1      | Nacional · Uruguay       | Estadio El Gasómetro, Buenos Aires Estadio Centenario, Montevideo |
| 1945 | River Plate Argentina   | 2:1 3:2      | Peñarol · Uruguay        | Estadio Centenario, Montevideo Estadio El Gasómetro, Buenos Aires |
| 1947 | River Plate Argentina   | 4:3 3:1      | Nacional · Uruguay       | Estadio Centenario, Montevideo Buenos Aires                       |

### Palmarés
| Equipo         | Títulos | Subcampeonatos | Años Campeón                  |
| -------------- | ------- | -------------- | ----------------------------- |
| River Plate    | 5       | 0              | 1936, 1937, 1941, 1945, 1947. |
| Nacional       | 3       | 4              | 1916, 1919, 1920.             |
| Racing Club    | 2       | 1              | 1917, 1918.                   |
| Independiente  | 2       | 0              | 1938, 1939.                   |
| Peñarol        | 1       | 5              | 1928.                         |
| San Lorenzo    | 1       | 0              | 1927.                         |
| Boca Juniors   | 0       | 2              | -                             |
| Rampla Juniors | 0       | 1              | -                             |
| Huracán        | 0       | 1              | -                             |

## Copa Campeonato del Río de la Plata
La Copa Campeonato del Río de la Plata fue una competición oficial de la que se disputó una única edición, en 1923 (el partido se jugó el 22 de junio de 1924) con un formato idéntico a la Copa Aldao, pero, en este caso, con la participación de los campeones de las asociaciones disidentes, la Asociación Amateurs de Football y la Federación Uruguaya de Football. San Lorenzo se coronó campeón tras derrotar por 1 a 0 a Wanderers.

### Edición
| Año  | Ganador               | Resultado | Finalista           | Sede         |
| ---- | --------------------- | --------- | ------------------- | ------------ |
| 1923 | San Lorenzo Argentina | 1:0       | Wanderers · Uruguay | Buenos Aires |

#### Palmarés
| Equipo      | Total |
| ----------- | ----- |
| San Lorenzo | 1     |

## Copa Confraternidad Escobar-Gerona

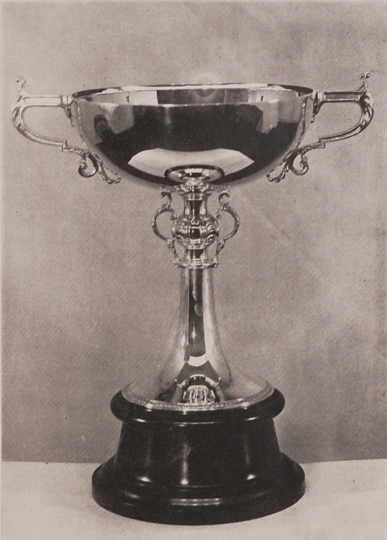
Trofeo de la Copa Escobar Gerona. Debe su nombre a Adrián Escobar y Héctor Gerona, presidentes de la AFA y de la AUF en la década de 1940.

Mientras la Copa Aldao enfrentaba a los campeones de la máxima categoría de cada país, la Copa Confraternidad Escobar-Gerona, jugada entre 1941 y 1946 enfrentaba a los subcampeones de la primera división de cada federación.

#### Ediciones
| Año  | Ganador      | Resultado/s                   | Finalista   | Sede                                                              |
| ---- | ------------ | ----------------------------- | ----------- | ----------------------------------------------------------------- |
| 1941 | San Lorenzo  | 2:1 No se disputó la revancha | Peñarol     | Estadio Centenario                                                |
| 1942 | Peñarol      | 4:1 No se disputó la revancha | San Lorenzo | Estadio Centenario                                                |
| 1945 | Boca Juniors | 1:2 3:2                       | Nacional    | Estadio El Gasómetro, Buenos Aires Estadio Centenario, Montevideo |
| 1946 | Boca Juniors | 3:2 6:3                       | Peñarol     | Estadio Centenario, Montevideo Estadio El Gasómetro, Buenos Aires |

#### Palmarés
| Equipo       | Total |
| ------------ | ----- |
| Boca Juniors | 2     |
| Nacional     | 1     |

## Palmarés
Se consideran solo los torneos que fueron jugados de manera oficial y llegaron a su fin.
| Club                 | Títulos | Ediciones ganadas                                                                      |
| -------------------- | ------- | -------------------------------------------------------------------------------------- |
| Nacional             | 10      | 3 Copas Aldao; 1 Copa Confraternidad; 4 Copas de Honor Cusenier; 2 Cup Tie Competition |
| River Plate          | 6       | 5 Copas Aldao; 1 Cup Tie Competition                                                   |
| Peñarol/CURCC        | 5       | 1 Copa Aldao; 3 Copas de Honor Cusenier; 1 Cup Tie Competition                         |
| Alumni               | 4       | 1 Copa de Honor Cusenier; 3 Cup Tie Competition                                        |
| Boca Juniors         | 4       | 2 Copas Confraternidad; 1 Copa de Honor Cusenier; 1 Cup Tie Competition                |
| Montevideo Wanderers | 4       | 1 Copa de Honor Cusenier; 3 Cup Tie Competition                                        |
| Racing Club          | 3       | 2 Copas Aldao; 1 Copa de Honor Cusenier                                                |
| Independiente        | 2       | 2 Copas Aldao                                                                          |
| San Lorenzo          | 2       | 1 Copa Aldao; 1 Copa Campeonato del Río de la Plata                                    |
| Belgrano Athletic    | 1       | 1 Copa de Honor Cusenier                                                               |
| River Plate FC       | 1       | 1 Copa de Honor Cusenier                                                               |
| San Isidro           | 1       | 1 Cup Tie Competition                                                                  |

## Competencias no oficiales
Con el inicio de las competencias internacionales a nivel sudamericano de clubes, las competencias entre argentinos y uruguayos cayeron en desuso y no volvieron a realizarse competencias oficiales de este estilo. Sin embargo, se han realizado distintas competencias fuera de los auspicios oficiales; en 1946, el trofeo de la Copa Aldao se jugó de manera no oficial y a partir de 1970, se disputaron nueve ediciones de la Copa Río de la Plata, que fue una competición amistosa, disputada de manera irregular, conmemorativa de la extinta Copa Aldao.
El certamen no llegó a mantenerse en el tiempo y se organizó de manera aislada en 1970, 1992, 1997 I, 1997 II , 1998, 2013, 2014, 2016 y 2017. 
Esta competición, si bien fue denominada como Copa Río de la Plata, en realidad se trata de un nombre genérico; en cada edición adquirió un nombre comercial distinto y el ganador no recibió la Copa Aldao, sino otro trofeo distinto. La edición 2014 se llamó «Copa Banco Ciudad» y fue una competencia amistosa de pretemporada entre los campeones de la temporada 2013: Torneo Inicial de Argentina y Torneo Apertura de Uruguay. En 2017 se puso en disputa la Copa Complejo Internacional del Este.

### Ediciones no oficiales
Copa Aldao
| Año  | Ganador               | Resultados | Finalista          | Sede(s)                                                                |
| ---- | --------------------- | ---------- | ------------------ | ---------------------------------------------------------------------- |
| 1946 | San Lorenzo Argentina | 3:2 2:7    | Nacional · Uruguay | Estadio Tomás Adolfo Ducó, Buenos Aires Estadio Centenario, Montevideo |

Copa Río de la Plata
| Año  | Ganador                   | Resultados     | Finalista              | Sede(s)                                                           |
| ---- | ------------------------- | -------------- | ---------------------- | ----------------------------------------------------------------- |
| 1970 | Boca Juniors Argentina    | 1:0 3:3        | Nacional · Uruguay     | Estadio La Bombonera, Buenos Aires Estadio Centenario, Montevideo |
| 1992 | Peñarol · Uruguay         | 1:0            | River Plate Argentina  | Estadio Centenario, Montevideo                                    |
| 1997 | Boca Juniors Argentina    | 1:0            | Peñarol · Uruguay      | Estadio José María Minella, Mar del Plata                         |
| 1997 | Peñarol · Uruguay         | 2:1            | Boca Juniors Argentina | Estadio Antonio Romero, Formosa                                   |
| 1998 | Vélez Sarsfield Argentina | 3:1            | Nacional · Uruguay     | Estadio Centenario, Montevideo                                    |
| 2013 | Vélez Sarsfield Argentina | 3:1            | Peñarol · Uruguay      | Estadio Centenario, Montevideo                                    |
| 2014 | San Lorenzo Argentina     | 1:0            | Danubio · Uruguay      | Estadio Nuevo Gasómetro, Buenos Aires                             |
| 2016 | Peñarol · Uruguay         | 2:1            | Lanús Argentina        | Estadio Ciudad de Lanús, Lanús                                    |
| 2017 | Boca Juniors Argentina    | 1:1 (3-1 pen.) | Nacional · Uruguay     | Estadio Antonio Aranda, Ciudad del Este, Paraguay                 |

Palmarés de ediciones no oficiales
| Equipo          | Títulos |
| --------------- | ------- |
| Peñarol         | 3       |
| Boca Juniors    | 3       |
| San Lorenzo     | 2       |
| Vélez Sarsfield | 2       |
| Nacional        | 1       |